# Governo van Agt I
Il governo van Agt I è stato il governo del Regno dei Paesi Bassi in carica dal 19 dicembre 1977 all'11 settembre 1981. Era una coalizione tra l'Appello Cristiano Democratico e il Partito Popolare per la Libertà e la Democrazia.

## Composizione

### Ministri
| Carica o ministero                                | Titolare                                                | Partito |
| ------------------------------------------------- | ------------------------------------------------------- | ------- |
| Affari generali Ministro presidente               | Dries van Agt                                           | CDA     |
| Interno Viceministro presidente                   | Hans Wiegel                                             | VVD     |
| Affari esteri                                     | Chris van der Klaauw                                    | VVD     |
| Giustizia                                         | Job de Ruiter                                           | CDA     |
| Istruzione e Scienza                              | Arie Pais                                               | VVD     |
| Finanze                                           | Frans Andriessen fino al 22 febbraio 1980               | CDA     |
| Finanze                                           | Gijs van Aardenne dal 22 febbraio al 4 marzo 1980       | VVD     |
| Finanze Affari delle Antille olandesi             | Fons van der Stee dal 4 marzo 1980                      | CDA     |
| Agricoltura e pesca Affari delle Antille olandesi | Fons van der Stee fino al 4 marzo 1980                  | CDA     |
| Agricoltura e pesca                               | Gerrit Braks dal 4 marzo 1980                           | CDA     |
| Difesa                                            | Roelof Kruisinga fino al 5 marzo 1978                   | CDA     |
| Difesa                                            | Jan de Koning dal 5 all'8 marzo 1978                    | CDA     |
| Difesa                                            | Willem Scholten dal 8 marzo 1978 al 25 agosto 1980      | CDA     |
| Difesa                                            | Pieter de Geus fino al 25 agosto 1980                   | CDA     |
| Pianificazione abitativa e regionale              | Pieter Beelaerts van Blokland fino al 1º settembre 1981 | CDA     |
| Pianificazione abitativa e regionale              | Dany Tuijnman dal 1º settembre 1981                     | VVD     |
| Infrastrutture e gestione delle risorse idriche   | Dany Tuijnman                                           | VVD     |
| Economia                                          | Gijs van Aardenne                                       | VVD     |
| Sociale                                           | Wil Albeda                                              | CDA     |
| Cultura, tempo libero e cura                      | Til Gardeniers-Berendsen                                | CDA     |
| Salute e ambiente                                 | Leendert Ginjaar                                        | VVD     |
| Cooperazione allo sviluppo                        | Jan de Koning                                           | CDA     |
| Politica scientifica                              | Rinus Peijnenburg fino al 1º aprile 1979                | CDA     |
| Politica scientifica                              | Leendert Ginjaar dal 3 aprile al 4 maggio 1979          | VVD     |
| Politica scientifica                              | Ton van Trier dal 4 maggio 1979                         | CDA     |

### Segretari di Stato
| Carica o ministero                              | Titolare                                                             | Partito |
| ----------------------------------------------- | -------------------------------------------------------------------- | ------- |
| Affari esteri                                   | Durk van der Mei dal 28 dicembre 1977                                | CDA     |
| Giustizia                                       | Bert Haars dal 28 dicembre 1977                                      | CDA     |
| Interno                                         | Henk Koning dal 28 dicembre 1977                                     | VVD     |
| Istruzione e scienza                            | Klaas de Jong Ozn. dal 3 gennaio 1978                                | CDA     |
| Istruzione e scienza                            | Ad Hermes dal 9 gennaio 1978 al 9 settembre 1981                     | CDA     |
| Finanze                                         | Adriaan Nooteboom dal 28 dicembre 1977 al 22 febbraio 1980           | CDA     |
| Finanze                                         | Marius van Amelsvoort dal 16 aprile 1980 al 9 settembre 1981         | CDA     |
| Difesa                                          | Cees van Lent fino al 28 dicembre 1977                               | CDA     |
| Difesa                                          | Wim van Eekelen dal 20 gennaio 1978                                  | VVD     |
| Pianificazione abitativa e regionale            | Gerrit Brokx dal 28 dicembre 1977                                    | CDA     |
| Infrastrutture e gestione delle risorse idriche | Neelie Kroes dal 28 dicembre 1977                                    | VVD     |
| Economia                                        | Ted Hazekamp dal 28 dicembre 1977                                    | CDA     |
| Economia                                        | Karel Beyen dal 9 gennaio 1978                                       | VVD     |
| Affari sociali                                  | Louw de Graaf dal 28 dicembre 1977 al 9 settembre 1981               | CDA     |
| Cultura, tempo libero e benessere               | Jeltien Kraaijeveld-Wouters dal 28 dicembre 1977 al 9 settembre 1981 | CDA     |
| Cultura, tempo libero e benessere               | Gerard Wallis de Vries dal 3 gennaio 1978                            | VVD     |
| Salute e ambiente                               | Els Veder-Smit dal 3 gennaio 1978                                    | VVD     |